# Rasephas
Rasephas ist ein Stadtteil der thüringischen Kreisstadt Altenburg. Er befindet sich nordöstlich der Innenstadt etwas nördlich des Bahnhofs. Geprägt wird der Stadtteil zum einen durch die historische Eisenbahnersiedlung, die den Norden des Stadtteils bildet, und zum anderen von dörflichen Strukturen mit historischem Ortskern im Süden. Bekanntheit erlangte der Ort durch den hier von 1937 bis 1945 ansässigen Rüstungskonzern HASAG.

## Geographie
Rasephas ist der nördlichste direkt in das Stadtgebiet übergehende Stadtteil Altenburgs. Im Westen schließt sich Zschernitzsch an, im Norden liegen die Ortsteile Knau und Unterzetzscha, im Osten befindet sich der Stadtteil Poschwitz und im Süden grenzen Kauerndorf und Unterm Berge an. Der Bach Blaue Flut durchfließt den Stadtteil von Süd nach Nord entlang des ehemaligen Bahndamms der ersten Trassierung der Eisenbahnstrecke Altenburg-Hof, nachdem er sich zuvor an der südlichen Ortsgrenze mit dem Deutschen Bach vereinigt hat. Die Niederung der Blauen Flut bestimmt auch den topografische Charakter des Stadtteils, dessen Siedlungsgebiet der Tallage zwischen 170 und 180 m ü. NN folgt und nach Westen mit der Anhöhe Kauerndorf sowie im Osten mit den Ausläufern des Weißen Bergs bei Poschwitz mit Höhenlagen um 210 m ü. NN eingefasst wird.

## Geschichte

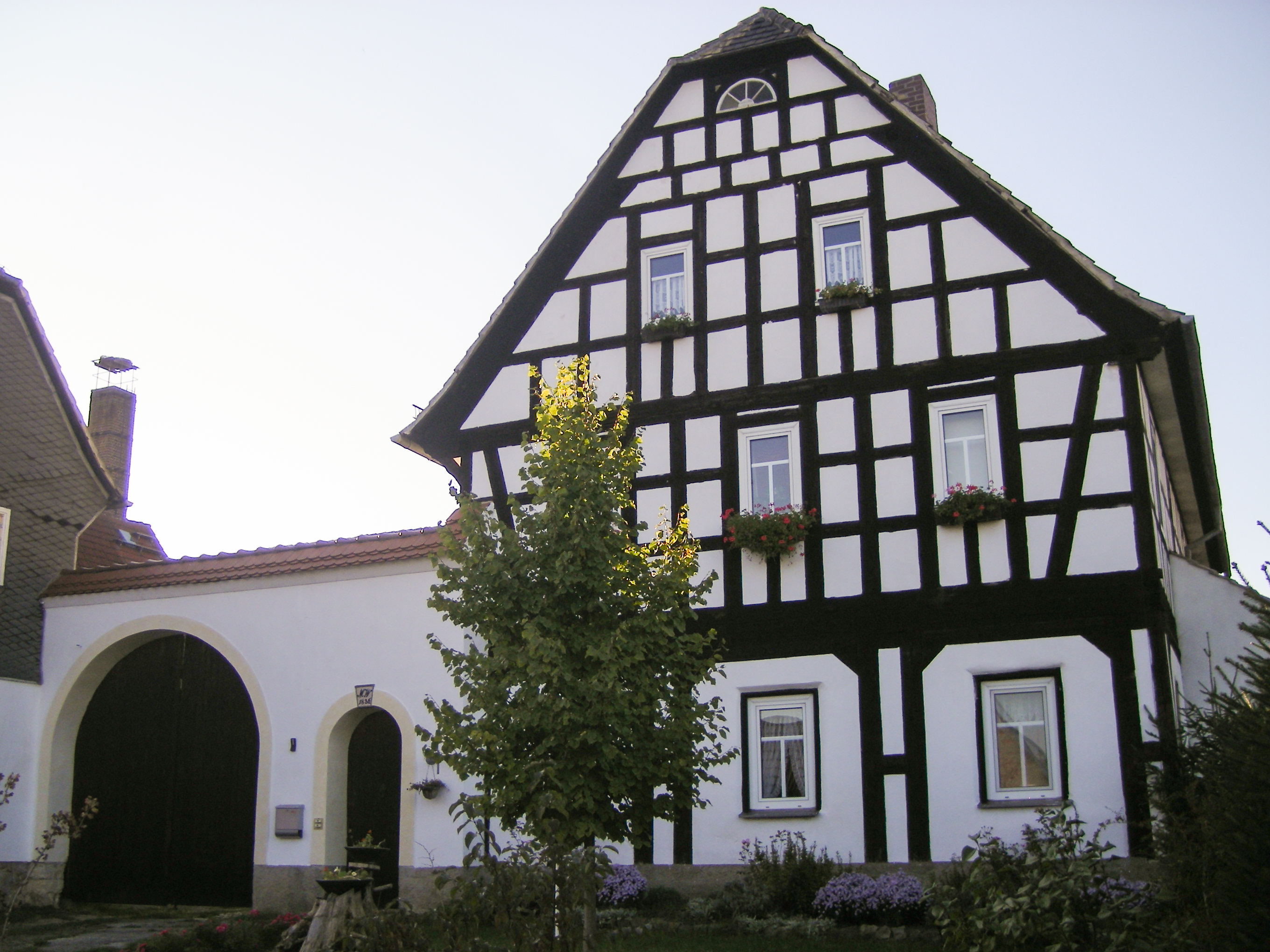
Historischer denkmalgeschützter Vierseithof von 1836

Überreste einer größeren Siedlung, die bei Erdarbeiten für den Bau des Verschiebebahnhofs gefunden wurden, und Abfallgruben mit bandkeramischen Scherben im Areal der späteren Eisenbahnersiedlung lassen vermuten, dass die Gegend bereits in der Jungsteinzeit besiedelt war. Spätestens im Mittelalter bildete sich ein Runddorf mit dem Namen Rozwaz (altsorbisch: Ort einer Trennung) im Areal des historischen Ortskerns. 1445 bestand diese Siedlung aus sieben Höfen und wuchs bis 1880 auf 36 Gebäude an.
Ein Gasthof in Rasephas wurde erstmals 1722 in einer Kaufurkunde erwähnt. Im Jahre 1945 übernahm die Deutsche Reichsbahn das Gebäude und führte es bis 1992 als Kulturhaus der Eisenbahner weiter. Untergebracht waren in dem Gebäude zu dieser Zeit neben dem Gaststättenbetrieb auch ortsansässige Vereine, zwei Säle standen lokalen Veranstaltungen zur Verfügung. Dieses auch als Eisenbahnerheim bekannte Gebäude beherbergt nach umfangreichen Sanierungen ein Zentrum für Bewegung.
Mit dem Bau der Eisenbahnstrecke Leipzig-Hof durch die Sächsisch-Bayerische Eisenbahn-Compagnie, die im Jahre 1842 von Leipzig kommend die Stadt Altenburg erreichte, änderte sich auch das Ortsbild grundlegend. Der Streckenabschnitt Leipzig–Altenburg durchschneidet seitdem die Gemarkung Rasephas in Nord-Süd-Richtung. Von 1842 bis 1876 führte eine zweite Strecke vom damals noch als Kopfbahnhof gestalteten Altenburger Bahnhof in einem lang gezogenen 180°-Bogen nach Nordosten in Richtung Pleißetal, um die Verbindung nach Hof herzustellen. Eine dritte Trasse kam 1872 hinzu, als die Bahnstrecke Zeitz–Altenburg eröffnet wurde, die von der Hauptstrecke Leipzig–Altenburg nach der Passage des Ortskerns gen Westen abzweigt. Bis zur Stilllegung dieser Strecke am 14. Dezember 2002 hatte der Ort, ähnlich wie Zschernitzsch, einen eigenen Eisenbahnhaltepunkt mit dem Namen Altenburg-Rasephas. Mit der Zunahme der Bedeutung der Eisenbahn erweiterten sich die Gleisflächen kontinuierlich. Umfangreiche Rangieranlagen und ein Bahnbetriebswerk kamen hinzu. Außerdem wurde das Hauptstellwerk des Altenburger Bahnhofs nördlich der Kauerndorfer Allee errichtet, dem schrittweise drei weitere Stellwerke folgten.

### Eisenbahnersiedlung

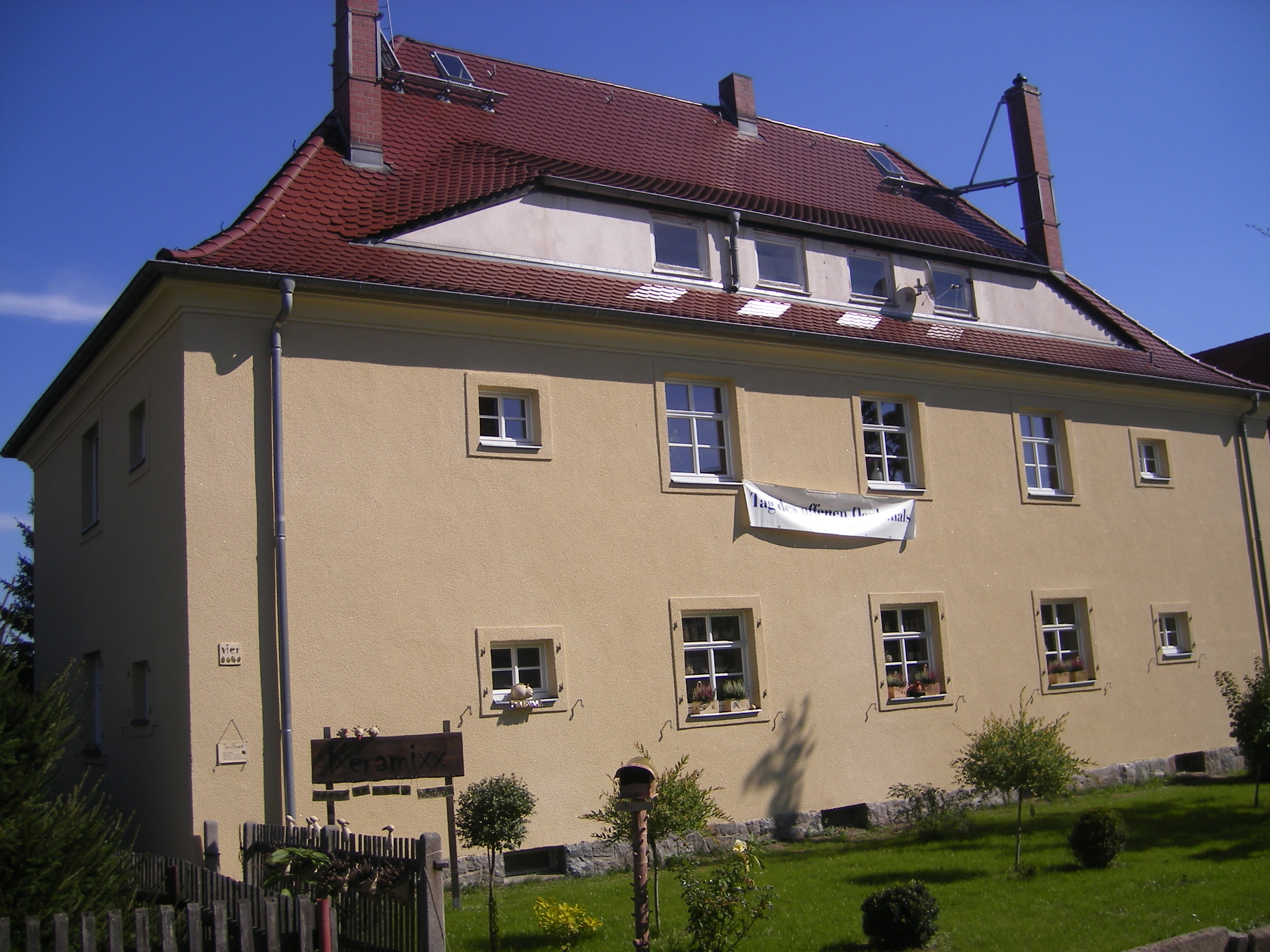
Ein Haus der Eisenbahnersiedlung

Entsprechend der Entwicklung der Eisenbahnanlagen im Ort und der immer größer werdenden Anzahl an Beschäftigten wuchs der Bedarf an Wohnraum. Altenburg bekam eine weitere Vorstadt und in den Jahren 1922 bis 1926 errichtete die Deutsche Reichsbahn im Norden der Ortschaft die Eisenbahnersiedlung als Gartenstadt mit insgesamt 32 Gebäuden. Charakteristisch für die Siedlung waren den jeweiligen Wohnparteien zugeordnete Grundstücksparzellen, die den Bewohnern zur Selbstversorgung dienten. Die Baustruktur hat ihre originale Gliederung weitgehend bewahrt und gilt als eines der wenigen noch vollständig vorhandenen Bauensembles Thüringens aus dieser Epoche.

### HASAG
Aufgrund der leistungsfähigen Eisenbahninfrastruktur siedelte sich 1937 und 1938 der Rüstungskonzern HASAG auf einem Gelände westlich der Gleisanlagen an, das als Gewerbegebiet Poststraße bekannt ist. Der Konzern produzierte hier vor allem Munition und der Betriebsteil Altenburg/Nord entwickelte sich schrittweise zur größten Produktionsstätte der HASAG mit 8.736 Mitarbeitern im Jahre 1944. Für die Mitarbeiter wurde ein Freibad gebaut, das nach dem Ende des Kriegs in den Besitz der Kommune überging und 2009 aus finanziellen Gründen geschlossen wurde. Als im Verlauf des Zweiten Weltkriegs reguläre Arbeitskräfte knapp wurden, ergänzte man diese durch Zwangsarbeiter und das Werk bekam ein eigenes Außenkommando des KZ Buchenwald. Mit seiner Bedeutung für die Rüstung in dieser Zeit rückte das Werk im weiteren Kriegsverlauf auch in den Fokus der Alliierten Luftstreitkräfte. Ein erster Anflug von alliierten Bombern erfolgte am 7. Oktober 1944. Das Werk wurde dabei jedoch verfehlt und der Ort wurde getroffen, wobei sieben Menschen starben. Am 17. März 1945 erfolgte ein weiterer Bombenangriff. Diesmal fielen die Bomben nur auf das Werksgelände. Als dann mit dem nahenden Kriegsende US-amerikanische Truppen der Stadt näher rückten, wurden am 12. April 1945 2.943 Häftlinge der örtlichen KZ-Außenstelle auf einen Todesmarsch in Richtung Waldenburg geschickt. Geplant war, sie ab Karlsbad in Vernichtungslager zu transportieren. Zwei Tage später dann wurde das KZ und Rasephas von Truppen der US-Army befreit.

### Zugehörigkeit und Verwaltung
Verwaltungsseitig und politisch gehörte Rasephas ursprünglich zum Amt Altenburg (auch Altenburger Pflege genannt), welches seit dem 13. Jahrhundert zum Haus der Wettiner gehörte. Mit dem Naumburger Vertrag 1554 wechselten die Besitzer und das Amt Altenburg gehörte fortan verschiedenen Ernestinischen Herzogtümern. Den Anfang machte von 1554 bis 1572 das Herzogtum Sachsen. Es folgten das Herzogtum Sachsen-Weimar bis 1603 und das Herzogtum Sachsen-Altenburg bis 1672. Schlussendlich befand sich das Amt von 1672 bis 1826 unter der Hoheit des Herzogtums Sachsen-Gotha-Altenburg, als eine Neuordnung der Ernestinischen Herzogtümer im Jahre 1826 durchgeführt wurde und der Ort wieder dem Herzogtum Sachsen-Altenburg zugeschlagen wurde. Nach einer Verwaltungsreform innerhalb dieses Herzogtums gehörte der Ort dann bis zum Jahre 1900 zur Verwaltung des Ostkreises und ab der Neugliederung des Staatsgebiets am 1. April 1900, in der die Stadt Altenburg kreisfrei wurde, zum Landratsamt Altenburg. Im Jahre 1918 erfolgte die Zuordnung zum Freistaat Sachsen-Altenburg, der 1920 im Land Thüringen aufging.
Zwei Jahre später wurde Rasephas, genau wie Drescha, Kauerndorf und Zschernitzsch, am 1. Oktober 1922 nach Altenburg eingemeindet. Mit der ersten Kreisreform der DDR im Jahre 1950 kam Rasephas dann als Stadtteil von Altenburg zum Landkreis Altenburg. Bei der zweiten Kreisreform in der DDR wurden 1952 die bestehenden Länder aufgelöst und die Landkreise neu zugeschnitten. Somit kam Rasephas mit dem Kreis Altenburg zum Bezirk Leipzig. Mit der Wende erfolgte dann 1990 die Fortführung als Landkreis Altenburg (ab 1994 Landkreis Altenburger Land) und eine Zuordnung zum wiederhergestellten Bundesland Thüringen.

### Einwohnerentwicklung
| 1896 | 280  |
| 1910 | 560  |
| 1922 | 1200 |
| 2000 | 686  |
| 2004 | 595  |
| 2009 | 570  |

Jeweils am 31. Dezember, nur 1922 am Tag der Eingemeindung.

## Verkehr
Bis zur Fertigstellung der Ortsumgehung Altenburg verliefen durch den Stadtteil die Bundesstraße 93 und die Bundesstraße 7. Heute verläuft noch die Bundesstraße 180 durch das Areal. Über die Buslinie K der ThüSac besteht Anschluss an das Stadtgebiet.
Eisenbahnseitig ist von den ehemals drei Strecken heute nur noch die Bahnlinie Leipzig–Hof in Betrieb. Ein Haltepunkt für den Bahnverkehr existiert jedoch nach der Stilllegung der Bahnstrecke Zeitz–Altenburg – an der Rasephas von 1940 bis 2002 eine eigene Station hatte – heute nicht mehr.

## Kultur und Sehenswürdigkeiten

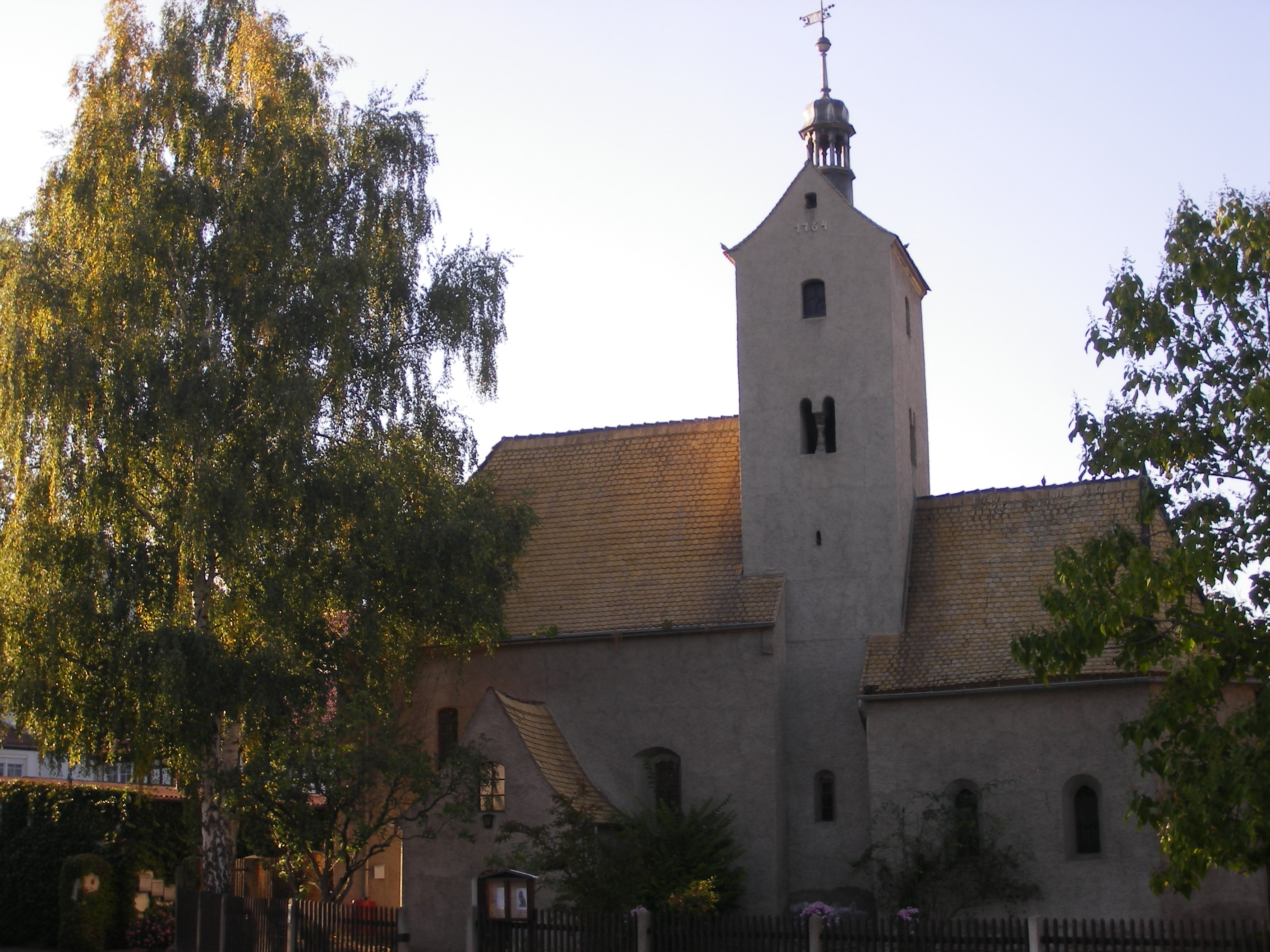
Die St.-Katharinenkirche

Rasephas besitzt mit der St.-Katharinenkirche eine von sieben Pfarrkirchen im Altenburger Stadtgebiet. Die ältesten Strukturen der Kirche, darunter der romanische Turmsockel des Bauwerks, stammen wahrscheinlich aus dem späten 12. Jahrhundert. Um 1450 erfolgte ein grundlegender Umbau zur Pfarrkirche und die Erweiterung um einen Ostchor im gotischen Stil. Im 17. Jahrhundert folgte ein neues Langhaus. Seine heutige Form erlangte das Gebäude dann 1764, als der Turm um ein Geschoss aufgestockt und mit einem barocken Dachreiter versehen wurde. Zur Ausstattung der Kirche gehören ein Taufstein von 1416, eine Kanzel von 1650 sowie eine Holzfigur der Heiligen Katharina aus der Zeit um 1500. Sie beherbergt des Weiteren eine im Originalzustand erhaltene, restaurierte Orgel aus dem Jahre 1852 von Carl Ernst Poppe aus Altenburg mit neun Registern auf zwei Manualen und Pedal.
An weiteren Kulturdenkmälern finden sich in Rasephas neben der Kirche und dem eingangs beschriebenen Denkmalensemble Eisenbahnersiedlung noch ein Altenburger Vierseithof von 1836, ein Pfarrhof, der Wasserturm Rasephas/Knau und vier unter Denkmalschutz stehende Stellwerke des ehemaligen Bahnbetriebsgeländes.

## Söhne und Töchter
- Victor Loebe (1840–1916), Gymnasiallehrer, Heimatforscher und Chronist
- August Julius Löbe (1805–1900), Theologe und Linguist
- Arthur Müller (1904–1983), Motorradrennfahrer